# Front italien
Pour les articles homonymes, voir Campagne ou guerre d'Italie.
Première Guerre mondiale
Batailles
Front italien
- 1re Isonzo (06-1915)
- 2e Isonzo (07-1915)
- 3e Isonzo (10-1915)
- 4e Isonzo (11-1915)
- 5e Isonzo (03-1916)
- Trentin (06-1916)
- 6e Isonzo (08-1916)
- 7e Isonzo (09-1916)
- 8e Isonzo (10-1916)
- 9e Isonzo (11-1916)
- 10e Isonzo (05-1917)
- Mont Ortigara (06-1917)
- 11e Isonzo (08-1917)
- Caporetto (12e Isonzo) (10-1917)
- Piave (06-1918)
- San Matteo (08-1918)
- Vittorio Veneto (10-1918)

Front d'Europe de l’Ouest
Front d'Europe de l’Est
Front des Balkans
Front du Moyen-Orient
Front africain
Bataille de l'Atlantique
Le Front italien ou Front alpin (en italien Fronte alpino, en allemand Gebirgskrieg, « la guerre des montagnes »), aussi parfois surnommée la guerre blanche,, est le nom donné aux opérations militaires et aux batailles menées par l'armée royale italienne et ses alliés contre les armées de l'Autriche-Hongrie et de l'Allemagne dans l'Italie nord-orientale entre 1915 et 1918 durant la Première Guerre mondiale. L'Italie espérait que s'alliant aux forces de la Triple-Entente contre les Empires centraux, elle pourrait obtenir les provinces du Trentin, Trieste et d'autres territoires tels que le Tyrol du Sud, l'Istrie et la Dalmatie. Alors que l'Italie pensait exploiter un effet de surprise pour mener une offensive rapide visant à occuper les principales villes de l'Autriche, le conflit se transforma rapidement en une sanglante guerre d'usure, semblable à celle en cours sur le front de l'Ouest.

## Les causes
Bien que l'Italie soit membre de la Triple Alliance avec l'Autriche-Hongrie et l'Allemagne, elle n'entre pas en guerre en 1914 faisant valoir qu'aucun de ses alliés n'est attaqué directement. L'Italie a une forte rivalité avec l'Autriche-Hongrie qui date du congrès de Vienne de 1815, après les guerres napoléoniennes, lorsque nombre de villes italiennes sont cédées à l'Autriche. Au cours des premières phases du conflit, l'Italie est encouragée par des diplomates alliés à entrer en guerre ce qui la conduit à la signature du pacte de Londres, le 26 avril 1915. L'Italie se libère des obligations de la Triple Alliance. Le 23 mai, l'Italie déclare la guerre à l'Autriche-Hongrie.

## Campagne de 1915-1916

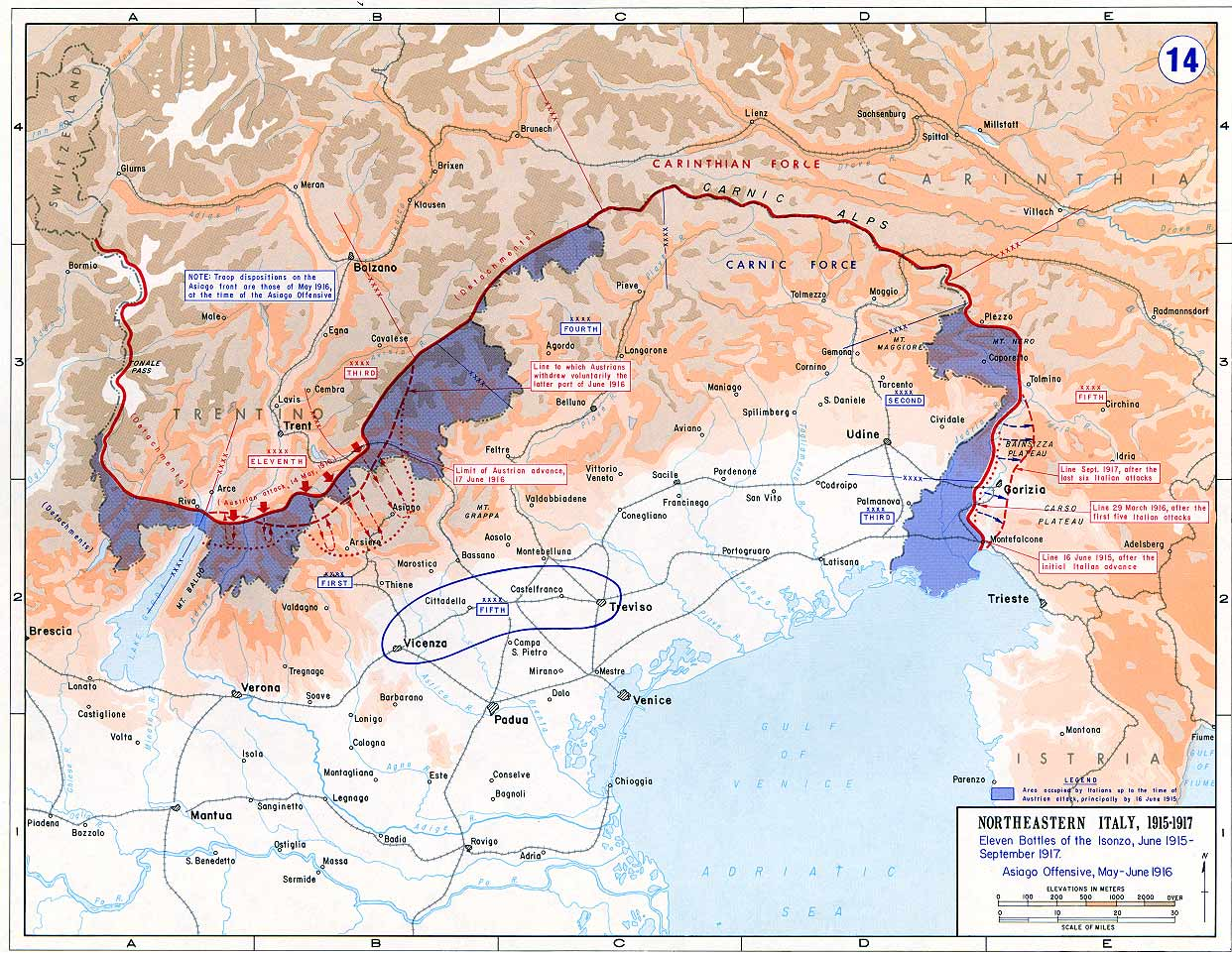
Front italien entre 1915 et 1917, les onze batailles de l'Isonzo et du plateau d'Asiago. En bleu, les premières conquêtes italiennes.

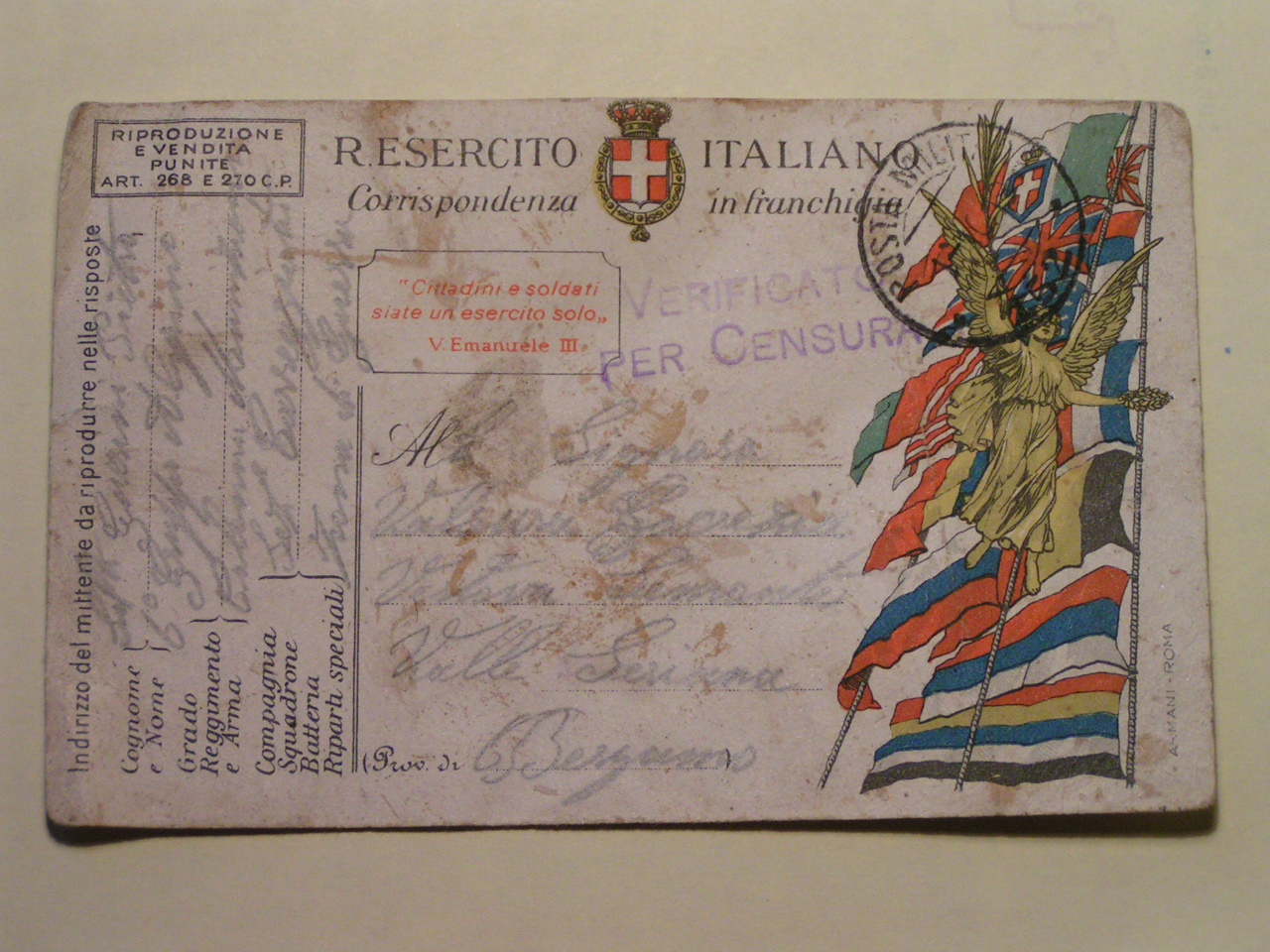
Une carte postale envoyée du front par un soldat à sa famille, vers 1917.

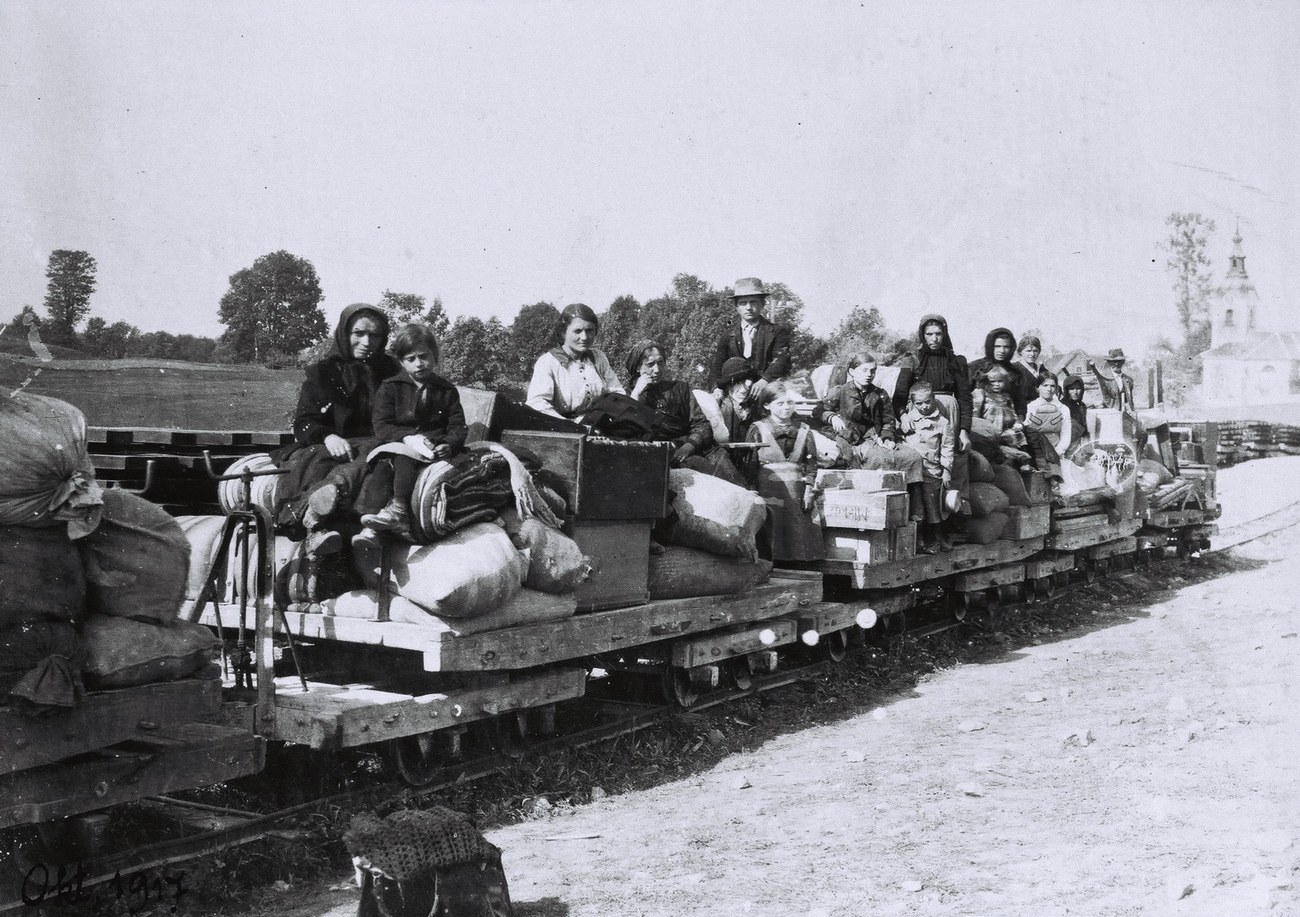
Civils déplacés en Slovénie près de Logatec, v. 1915-1916.

À l'aube du 24 mai la marine royale italienne tire la première salve contre les positions austro-hongroises de Cervignano del Friuli, qui, quelques heures plus tard, devient la première ville conquise. À l'aube du même jour, la flotte austro-hongroise bombarde la gare de Manfredonia et à 23 h 56, Ancône. Le même 24 mai le premier soldat italien, Riccardo di Giusto, tombe.
Le commandement des forces armées italiennes est confié au général Luigi Cadorna. Le nouveau front ouvert par l'Italie a pour théâtre d'opérations l'arc alpin du Stelvio à la mer Adriatique et l'effort principal destiné à percer le front se déroule dans la région des vallées d'Isonzo en direction de Ljubljana. Après une première avancée italienne, les Austro-Hongrois reçoivent l'ordre de se retrancher et de résister. La guerre devient une guerre de tranchées semblable à ce qui se passe sur le front occidental, la seule différence est que, alors que sur le front occidental des tranchées sont creusées dans la boue, sur le front italien, elles sont sculptées dans la roche et les glaciers des Alpes au-delà de 3 000 mètres d'altitude.

### Les premiers combats sur l'Isonzo
La première initiative (23 juin - 7 juillet 1915) est une offensive destinée à conquérir la ville de Gorizia au-delà de la rivière Isonzo bien que l'armée italienne soit mal équipée en artillerie, matériel et munitions. Au début de la guerre, l'armée ne dispose que de 600 véhicules pour le transport des troupes. Les chevaux sont encore le principal moyen de transport et ils rencontrent de sérieuses difficultés pour transporter l'approvisionnement en raison du terrain alpin. En outre, le nouveau commandant en chef italien, Luigi Cadorna, n'a pas l'expérience du terrain et il n'est pas très populaire parmi les troupes.
Au début de cette offensive les Italiens ont la supériorité numérique sur les Autrichiens de 2 contre 1, même si les Austro-Hongrois disposent d'un armement de meilleure qualité, notamment des pièces d'artillerie plus puissantes. Les Italiens ne réussissent pas à briser les puissantes lignes défensives sur les Alpes parce que les Autrichiens défendent des positions plus élevées, et les attaques nécessitent l'escalade de parois rocheuses. Deux semaines plus tard, les Italiens tentent un nouvel assaut (18 juillet - 3 août 1915) soutenu, cette fois, par un plus grand nombre de pièces d'artillerie mais ils sont encore repoussés. Un troisième assaut est mené du 18 octobre au 4 novembre avec 1 200 pièces d'artillerie sans plus de résultats. La quatrième bataille de l'Isonzo se déroule du 10 novembre au 2 décembre 1915.
Les pertes italiennes s'élèvent à 60 000 morts et 150 000 blessés, ce qui équivaut à environ un quart des forces déployées.

### Offensive italienne sur le col Basson

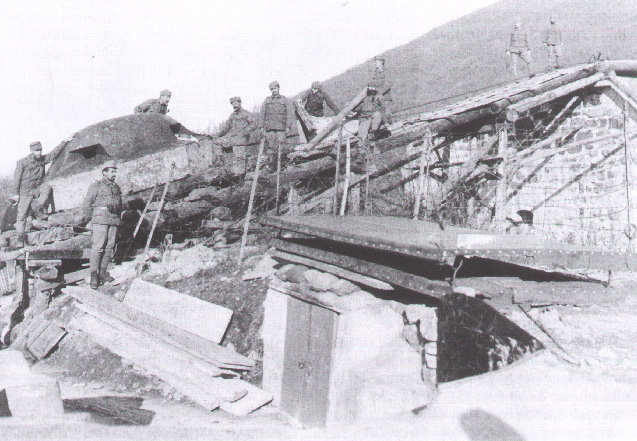
Fort autrichien du Colle delle Benne dans le Trentin, 1915.

L'offensive du col Basson (it) est une brève mais intense bataille livrée sur le front italien en août 1915.
Si sur l'Isonzo, les premières offensives lancées par l'armée italienne ne donnent pas de résultats, la première offensive italienne dans le Trentin se révèle aussi un échec.
Au cours des semaines qui précédent la bataille, le commandement militaire italien, en raison des résultats décevants des attaques sur l'Isonzo, a étudié, rapidement, une nouvelle offensive qui aurait dû enfoncer les lignes autrichiennes sur le plateau de Luserna et ainsi ouvrir la route de Trente à l'armée italienne. Mais l'attaque initiale est mal conçue et il manque surtout les informations cruciales sur la consistance et le nombre de défenseurs.
Le 25 août à 23h, le général Pasquale Oro (it) ordonne l'attaque qui se concentre sur deux parties du front, contre les forces autrichiennes des forts des sommets Vezzena (it) et Busa Verle (it) et contre les positions du col Basson. Les premières phases de l'attaque italienne enregistrent un léger succès : les fantassins de la brigade Ivrea réussissent à occuper la première tranchée ennemie et à gagner quelques kilomètres le long du front. Cependant la puissante défense de Vezzena-Verle peut se retirer sans de lourdes pertes et se réorganiser dans les bois de Varagna juste au-dessous du fort Vezzena. C'est en ce lieu que s'arrête la première vague d'attaques. Alors que l'opération ne se déroule pas comme prévu, l'attaque contre les positions autrichiennes du col Basson est ordonnée. C'est une décision cruciale pour l'issue de l'offensive, sans un objectif précis et une tactique bien étudiée, les soldats italiens avancent de manière désordonnée sous le feu incessant de l'ennemi.
Alors qu'ils gravissent la colline, les défenses autrichiennes se font de plus en plus denses et fortes. Cela dure jusqu'à l'aube suivante, lorsque le lieutenant-colonel Riveri reçoit l'ordre de battre en retraite. Les Autrichiens, comprenant la situation de désordre des assaillants, sortent de leurs positions pour une contre-offensive.

### L'offensive sur l'Asiago

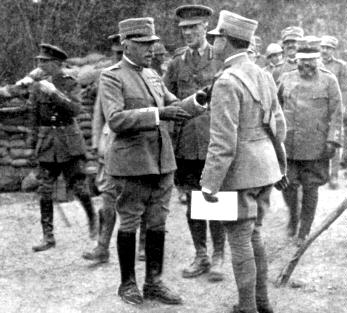
Le général Luigi Cadorna visitant une batterie anglaise.

En février 1916, les Austro-Hongrois amassent des troupes dans le Trentin et le 11 mars, pendant huit jours, a lieu la cinquième bataille de l'Isonzo, qui n'aboutit à aucun résultat. Cependant Le chef d'état major autrichien, le général Conrad von Hötzendorf, avait déjà planifié depuis plusieurs mois une grande offensive dans le Trentin. L'objectif était très ambitieux : briser le front italien, envahir la plaine de Vénétie et occuper la ville de Venise. L'offensive a été significativement appelée la bataille des Plateaux ou Strafexpedition (« expédition punitive »).
Cette fois le rapport des forces était nettement favorable aux Autrichiens qui ont engagé 300 bataillons et 2 000 pièces d'artillerie face aux Italiens qui, sur ces lignes, disposaient à peine de 172 bataillons et 800 pièces d'artillerie. Le 15 mai débute l'offensive. Si les Austro-Hongrois avancent et occupent la totalité du plateau d'Asiago, ils ne parviennent pas à atteindre la plaine. Le 4 juin, sur le front russe, l'offensive Broussilov oblige l'armée austro-hongroise à appeler des renforts depuis le Trentin ; les Italiens en profitent pour mener une contre-offensive. Le 15 juin le général von Hotzendorf ordonne à ses officiers de battre en retraite, les Austro-Hongrois sont obligés de se retirer afin de renforcer leurs positions sur le Carso.
Comprenant les difficultés de l'ennemi, Cadorna ordonne une offensive sur l'Isonzo. Le 4 août débute la sixième bataille de l'Isonzo qui conduit les Italiens à la conquête de la ville de Gorizia en quatre jours, le 8 août. Cette ville, bien que n'étant pas d'une importance stratégique, sera enlevée au prix de pertes très élevées (20 000 morts et 50 000 blessés). Quelques semaines avant cette bataille, des gaz toxiques furent utilisés pour la première fois sur le front italien : le 29 juin sur le mont San Michele (it) les Autrichiens lancèrent environ 6 000 bombes au dichlore sur les lignes italiennes et tuèrent plusieurs centaines de soldats en quelques minutes.
L'année se termine avec trois offensives :
- Septième bataille de l'Isonzo : 14 septembre - 16 septembre 1916 ;
- Huitième bataille de l'Isonzo : 1er novembre 1916 ;
- Neuvième bataille de l'Isonzo : 4 novembre 1916.

Ces trois batailles, qui comptent 37 000 morts et 88 000 blessés, n'aboutissent pas à des réalisations importantes. Dans la dernière partie de l'année, les Italiens réussissent à avancer que de quelques kilomètres dans le Trentin, mais tout au long de l'hiver 1916 - 1917, sur le front de l'Isonzo, entre Carso et Monfalcone, la situation reste stable.
La reprise des opérations a lieu en mai. Du 12 mai au 28 mai la dixième bataille de l'Isonzo se déroule. Du 10 juin au 25 juin, la bataille du Mont Ortigara voulue par Cadorna afin de reconquérir les territoires du Trentin restés aux mains des Austro-Hongrois a lieu sans résultat. Le 18 août débute la plus grande offensive italienne au nord et à l'est de Gorizia, la onzième bataille de l'Isonzo, ne se traduit par aucun changement notable même si les troupes sous le commandement de Luigi Capello, au prix de lourdes pertes, réussissent à rompre les lignes autrichiennes et à pénétrer sur le plateau de Bainsizza (en). L'armée austro-hongroise est sur le point de s'effondrer. Les Italiens ont presque réussi à obtenir la victoire mais ils sont contraints de se retirer parce que l'approvisionnement n'arrive pas à suivre les unités en première ligne.

## 1917: participation de l'Allemagne

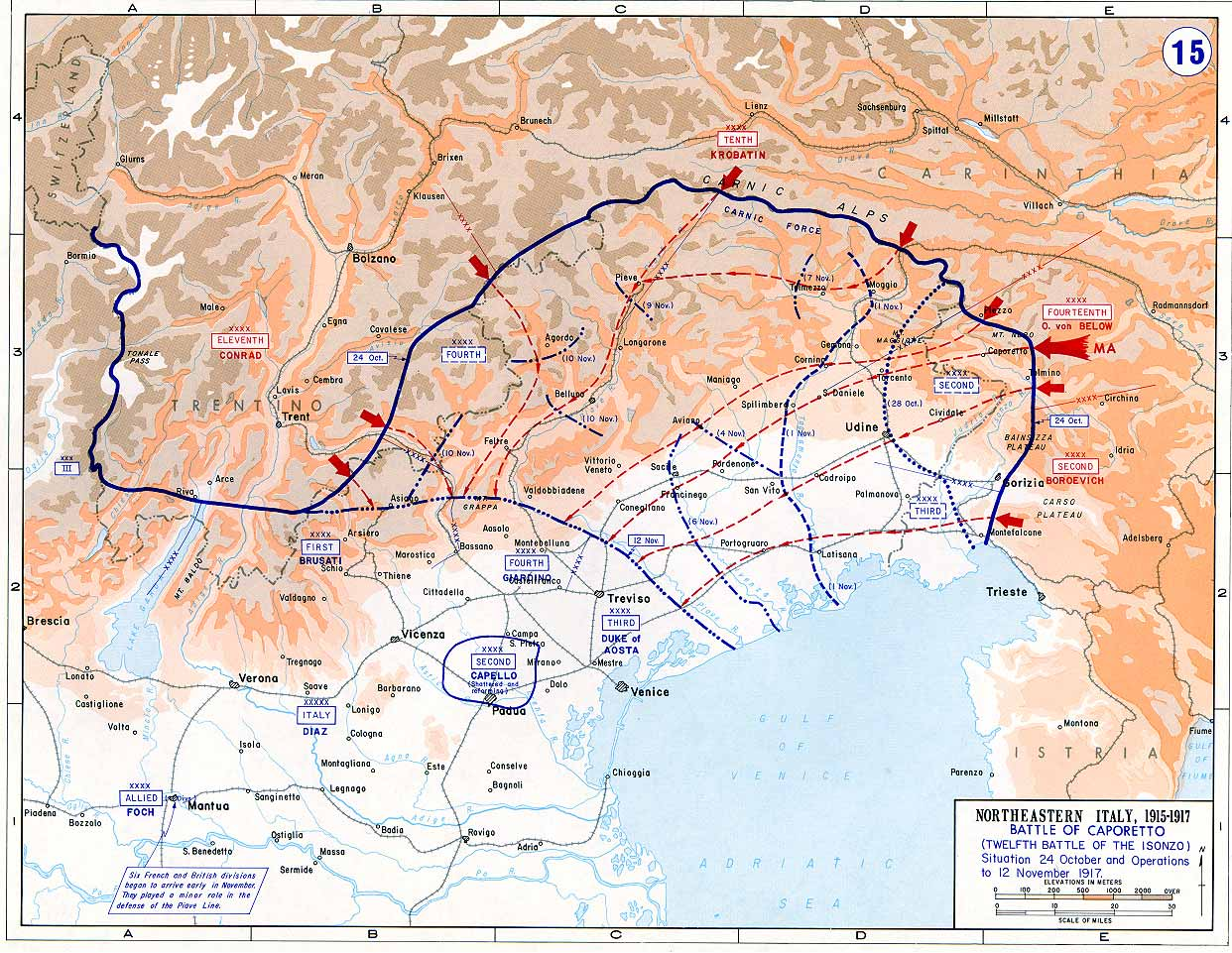
La bataille de Caporetto et la retraite italienne vers le Piave.

Après la onzième bataille de l'Isonzo, l'Autriche, épuisée, reçoit l'aide des divisions allemandes arrivées du front russe après l'échec de l'offensive du général russe Broussilov sur ordre de Kerenski (juillet 1917). Les Allemands introduisent l'utilisation de techniques d'infiltration derrière les lignes ennemies et aident les Autrichiens à préparer une nouvelle offensive. Pendant ce temps, les troupes italiennes sont décimées par les désertions et le moral est bas, les soldats sont forcés de vivre dans des conditions inhumaines et d'engager des combats sanglants qui ont peu de résultats.

### La bataille de Caporetto
Modèle:Section à source

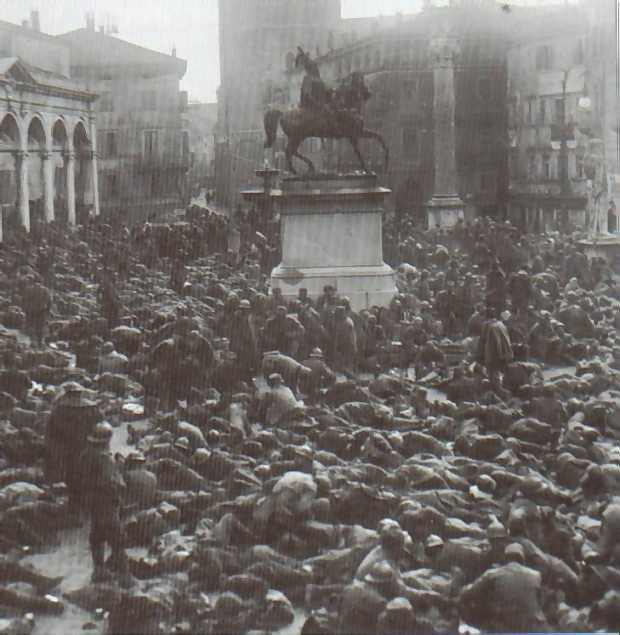
Prisonniers italiens de la IIe armée sur une place à Udine.

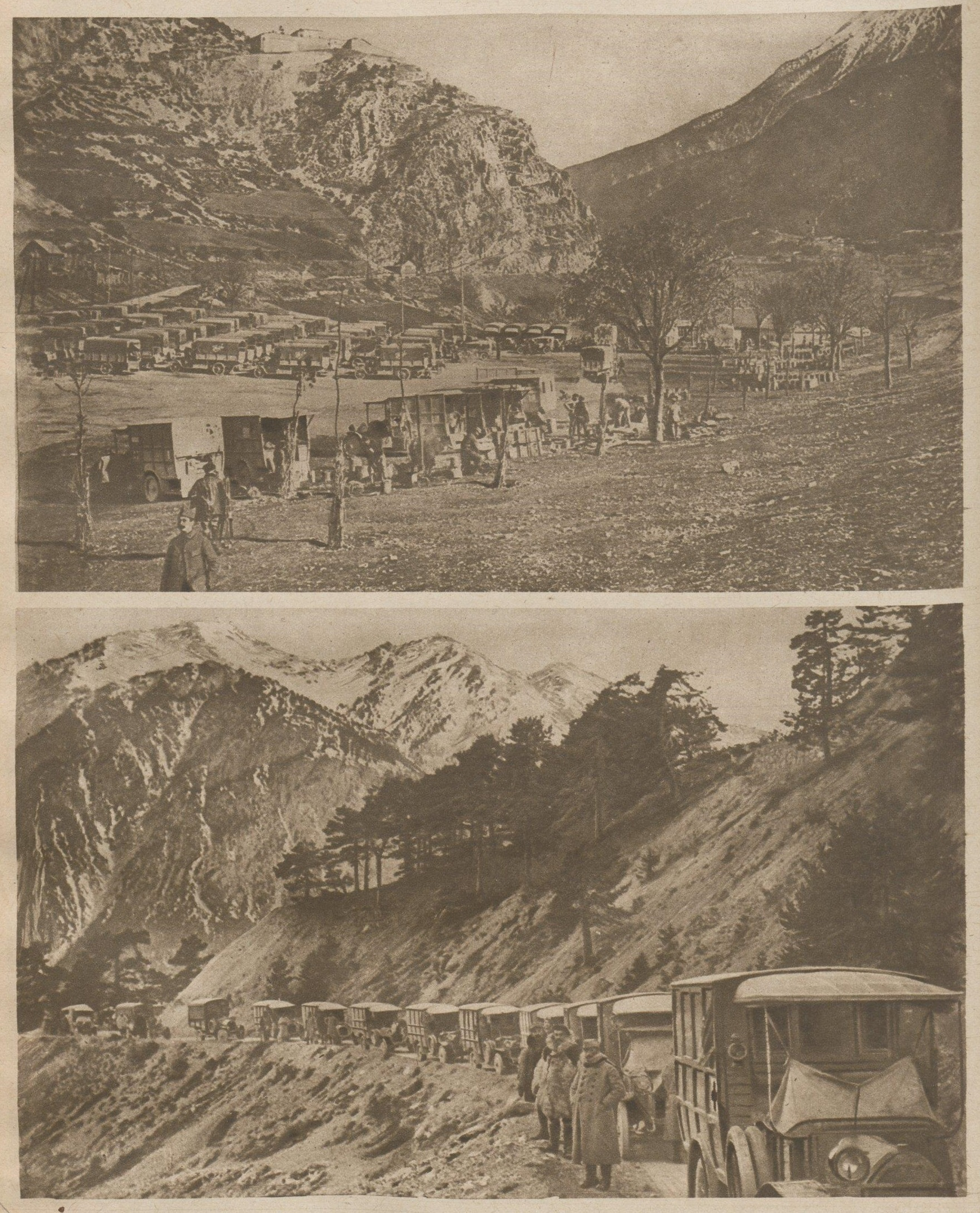
Les renforts français en partance pour le front italien à la fin de 1917, après la défaite de Caporetto.

Le 24 octobre 1917, les Austro-Hongrois et les Allemands commencent la douzième bataille de l'Isonzo, plus connue sous le nom de bataille de Caporetto, par un intense tir d'artillerie, appuyé par des actions de commandos derrière les lignes italiennes avec pour mission de saboter les points vitaux des déploiements ennemis. Ils enfoncent le front nord de l'Isonzo convergeant sur Caporetto et encerclant la IIe armée italienne et en particulier les IVe et XXVIIe corps d'armée commandés par le général Pietro Badoglio. À la fin de la première journée, les Italiens sont obligés de battre en retraite jusqu'à la rivière Tagliamento.
Le général Luigi Capello, commandant la IIe armée italienne, ainsi que le chef d'État-major général Luigi Cadorna ont depuis longtemps entendu parler d'une probable attaque, mais ils sous-estiment ces nouvelles et les capacités offensives des forces ennemies. Capello au cours de l'encerclement préfère se faire « diplomatiquement » hospitaliser ce qui lui vaut de ne pouvoir se défendre devant la commission d'enquête.
Par cette action, les Autrichiens progressent de 150 km en direction du sud-ouest atteignant Udine en seulement quatre jours. La bataille de Caporetto provoque l'effondrement du front italien sur l'Isonzo et le retrait des armées déployées de l'Adriatique jusqu'à Valsugana, en plus des pertes en vies humaines et des équipements. 350 000 soldats se retirent avec 400 000 civils fuyant les zones envahies. L'armée se retire le long du Tagliamento et jusqu'au Piave. Le 11 novembre 1917, la Vénétie y compris Venise semble perdue. On dénombre près de 700 000 morts, blessés et prisonniers. En raison de leur rapide avancée, les Austro-Hongrois perdent le contact avec leurs lignes de ravitaillement et ils sont obligés de s'arrêter et de se rassembler. Les Italiens sont contraints de se replier sur les lignes défensives sur le Piave, après avoir subi des pertes d'environ 600 000 personnes depuis le début de la guerre. Les Autrichiens ne parviendront pas à atteindre Venise.
Après la défaite, le général Cadorna, dans la déclaration publiée le 29 octobre 1917, condamne l'« absence de résistance des unités de la IIe armée » comme le motif de l'enfoncement du front par les Austro-Hongrois. Le 9 novembre 1917, Cadorna, invité à faire partie de la conférence inter-alliés à Versailles, est remplacé par le général Armando Diaz, après que la retraite italienne s'est finalement stabilisée sur les lignes du mont Grappa et du Piave, par le nouveau président du conseil Vittorio Emanuele Orlando.
En novembre 1917, des troupes françaises et britanniques commencent à affluer sur le front italien de manière consistante, six divisions française et cinq britanniques. Le 4 décembre, deux divisions françaises sont déployées sur le mont Tomba et sur le Monfenera, deux divisions anglaises pour défendre Montello. Les Austro-Hongrois et les Allemands terminent l'année 1917 avec des offensives sur le Piave, sur le plateau de l'Asiago et sur le mont Grappa. Les Italiens, décimés après Caporetto, sont obligés, pour combler les effectifs d'appeler la classe 1899 à peine âgée de 19 ans et il est décidé de conserver la classe 1900 pour un hypothétique dernier effort, en 1919.
La discipline de fer de Cadorna et les durs propos du pape Benoît XV sur l'« inutile massacre » qui frappe les militaires après de nombreux mois dans les tranchées, a brisé l'armée. La retraite sur le front de Grappa-Piave permet à l'armée italienne, désormais entre les mains de Diaz, de concentrer ses forces sur un front plus restreint, plus propice à sa défense et, par-dessus tout, à un changement tactique imposé par la défense du territoire national. Tout ceci contribue à rassembler l'armée et la nation dans une même valeur morale vers la « victoire finale ».

### Analyse de la défaite de Caporetto
L'historiographie de ces dernières années avec les travaux de Giancarlo Lehner (it), de Mario Isnenghi (it)  et de Paul Fussell  propose une interprétation qui prenne en compte les aspects militaires de la retraite de Caporetto, mais aussi la politique.
Lehner montre, dans ses travaux, l'inefficacité des stratégies militaires de l'état major italien, mais en même temps rappelle que dès l'entrée en guerre, il y a une «extrême désorganisation et de grandes faiblesses » au sein de l'armée mais aussi une corruption qui touche l'armée et les industriels qui fraudent sur leurs fournitures. « Toutes ces déficiences et d'autres ont été les symptômes d'un mal endémique qui allait éclater à Caporetto et qui ne prendrait pas fin avec celle-ci. »
Caporetto n'est pas seulement une bataille perdue mais elle « s'accompagne effectivement d'une sorte de grève, d'insubordination généralisée, de désertions en masse, d'un esprit de révolte et de protestation … qui aurait pu se transformer en une entreprise révolutionnaire de grande portée ».
La protestation est alimentée dans le mois précédent par le défaitisme qui s'est diffusé auprès du peuple et dans certaines unités de soldats dans lesquelles agit la propagande des groupes maximalistes socialistes qui font l'éloge de la révolution bolchevique comme un exemple à suivre selon les appels de la Troisième Internationale à une révolution mondiale du prolétariat, mais aussi par le refus de la guerre des catholiques qui recueillent le message pacifiste du pape Benoît XV.
Les autorités militaires et civiles reprennent le contrôle de la situation, y compris par des dizaines d'exécutions sommaires, par la reprise de la guerre « nationale et patriotique » où ces mêmes Italiens « fatigués, démoralisés et mal commandés » repousseront hors des frontières ces Autrichiens qui, un an auparavant, avaient envahi une partie de la Vénétie jusqu'au Piave.

## 1918: vers la fin de la guerre

### L'offensive du Piave

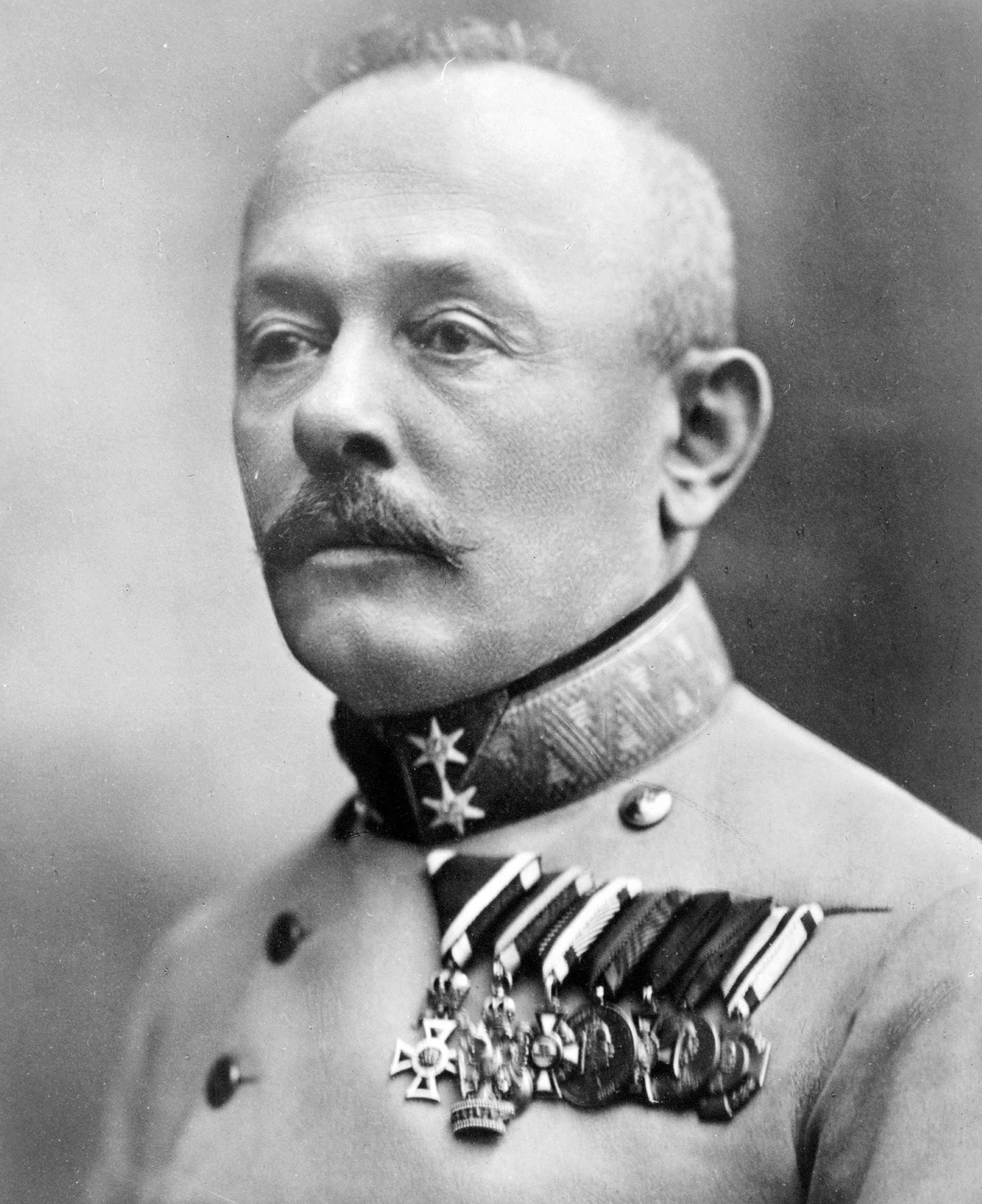
le feld-maréchal Svetozar Borojević von Bojna commandant de la 5e armée (Autriche-Hongrie).

Au printemps 1918, l'Allemagne a retiré ses troupes afin de les utiliser pour l'imminente offensive du printemps sur le front occidental. Le commandement autrichien cherche les moyens de mettre fin à la guerre en Italie. Il suspend les attaques en attendant le printemps 1918 et prépare une offensive qui aurait dû les emmener dans la plaine vénitienne. La fin de la guerre contre la Russie permet de déplacer vers l'ouest la plupart des armées employées sur le front oriental. Entre le 23 mars et le 11 avril, six des onze divisions alliées (4 françaises et 2 anglaises) qui étaient arrivées en Italie à l'automne 1917 sont rappelées sur le front français. De plus l'Italie envoie le IIe corps d'armée en France sous le commandement du général Albricci. Le moment semble propice pour la monarchie des Habsbourg de lancer une offensive. Par contre, il existe un fort antagonisme entre les deux feld-maréchaux Franz Graf Conrad von Hötzendorf et Svetozar Boroevic von Bojna. L'archiduc Joseph-Auguste d'Autriche décide de mener une attaque dans deux directions.
L'armée impériale attaque avec 60 divisions soit un total de 1 100 000 hommes au cours de ce que Gabriele D'Annunzio appelle la « bataille du solstice » (15 juin - 23 juin 1918) qui voit les Italiens résister à l'assaut et infliger de lourdes pertes à l'ennemi.
L'offensive du Piave débute le 12 juin par une attaque de diversion près du col du Tonale (opération Lawine), les Austro-Hongrois sont facilement repoussés par les Italiens. Les objectifs de l'offensive ont été divulgués aux Italiens par des déserteurs autrichiens ce qui permet aux défenseurs de déplacer deux armées directement dans les zones visées par l'ennemi : l'opération Radetzky commandée par le feld-maréchal Conrad avec la conquête du plateau d'Asiago et du mont Grappa et l'avancée jusqu'à la ligne du Bacchiglione et l'opération Albrecht du feld-maréchal Borojevic avec la percée des lignes du Piave et la conquête de Trévise. Les attaques effectuées par le feld-maréchal Borojevic obtiennent un certain succès au cours des premières phases jusqu'à ce que les lignes de ravitaillement soient bombardées et que les renforts italiens arrivent. Les Austro-Hongrois, pour qui cette bataille est la dernière occasion de faire basculer définitivement le conflit à leur avantage, perdent tout espoir, le pays étant dans l'incapacité de soutenir économiquement et moralement l'effort de guerre et la monarchie de garantir l'intégrité d'un état multinational dont les peuples sont au bord de la révolution.

### La bataille décisive: Vittorio Veneto

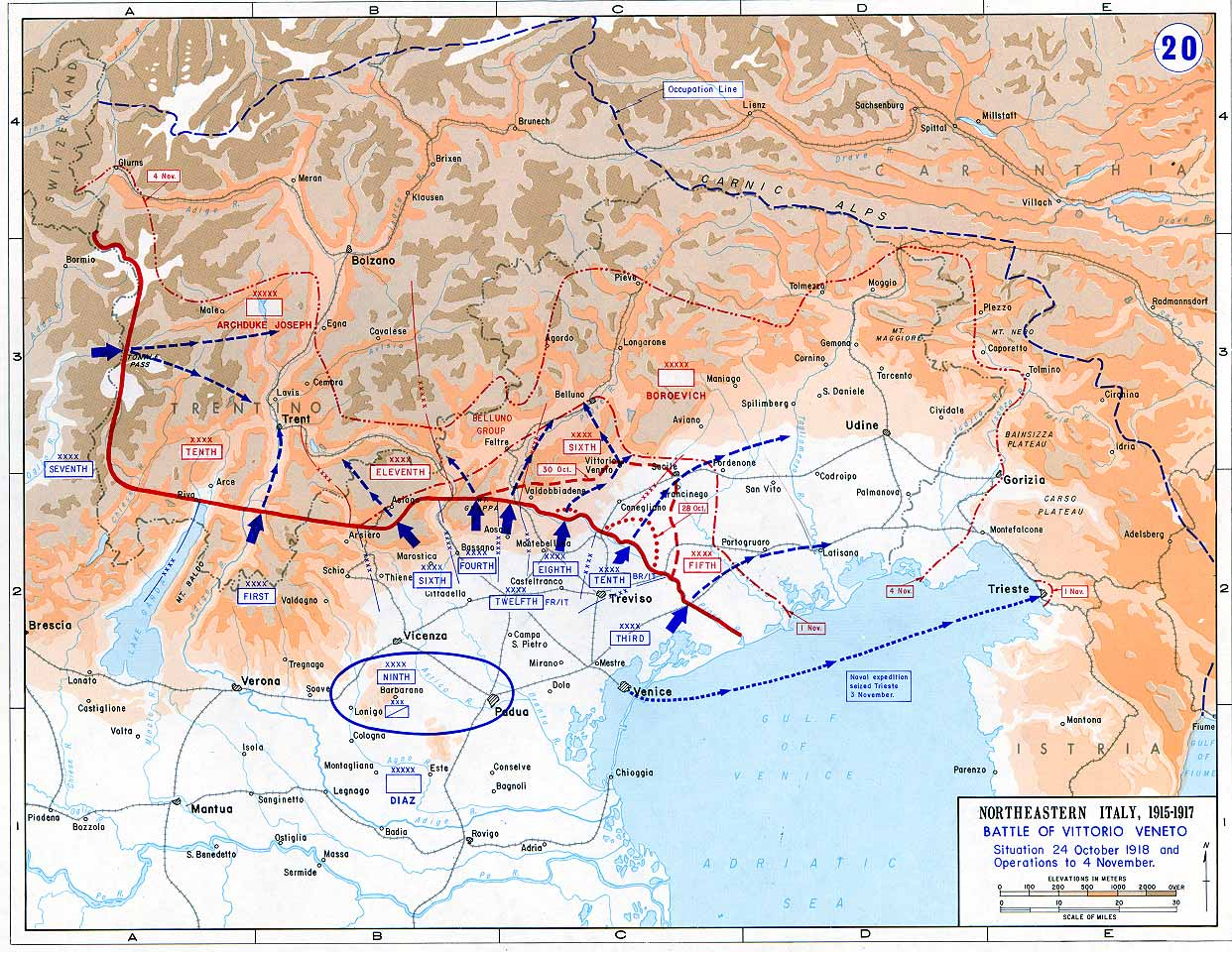
Plan de la bataille de Vittorio Veneto

La bataille du Piave n'est suivie d'aucune contre-offensive ce qui irrite les Alliés de l'Italie. L'armée italienne a subi de lourdes pertes et une offensive générale est jugée trop risquée. Le nouveau chef d'état-major Armando Diaz décide d'attendre jusqu'à ce que de nouveaux renforts arrivent du front occidental. En 1918, l'Italie a finalement assez de troupes pour lancer une offensive. L'offensive de Vittorio Veneto débute le 24 octobre 1918 avec de mauvaises conditions météorologiques.
L'armée italienne, avec le soutien des alliés (3 divisions françaises, 2 britanniques et un régiment américain) commence son offensive qui voit s'opposer 55 divisions italiennes contre 60 autrichiennes. Le commandement italien a bien étudié le plan qui ne prévoit pas d'attaques frontales mais un coup concentré sur un point unique afin de rompre le front. Le point choisi est Vittorio Veneto où la Ve et la VIe armée autrichienne se conjuguent. L'offensive commence par une manœuvre de diversion, la IVe armée italienne commence une attaque sur Grappa afin d'y attirer la majorité des renforts autrichiens. La crue du Piave contraint ce front à l'inaction, les Autrichiens croient que l'attaque de la IVe armée est l'attaque principale et ils continuent à combattre de toutes leurs forces.
Au cours de la nuit du 28 au 29 octobre l'attaque sur le Piave est lancée, les premières heures sont terribles, le courant est fort et les têtes de pont restent souvent isolées, mais à la fin, la VIIIe armée réussit à traverser le fleuve et commence sa progression, couverte par la Xe et la XIIe armée qui se sont déployées sur ses ailes. Le front se rompt. La défaite autrichienne qui se profile accroit le nombre des désertions, des unités entières abandonnent les lignes et le 30 octobre, l'armée italienne occupe Vittorio Veneto pendant que d'autres unités italiennes passent le Piave et avancent. La marche en avant se poursuit pendant trois jours, 300 000 Austro-Hongrois se rendent. Le 3 novembre, à Villa Giusti, près de Padoue l'armée autrichienne signe l'armistice ; les soldats italiens entrent dans Trente pendant que les bersaglieri débarquent à Trieste, appelés par le comité de salut public local qui avait demandé le débarquement des troupes de l'Entente.

« 4 novembre 1918, 12 heures

La guerre contre l'Autriche-Hongrie que l'armée italienne, sous la direction de S. M. le Roi Guide Suprême, inférieure en nombre et en moyen, débuta le 24 mai 1915 et qu'avec sa foi inébranlable et sa valeur tenace elle mena de manière ininterrompue pendant 41 mois, est gagnée... Les restes de ce qui a été l'une des plus puissantes armées du monde remontent en désordre et sans espoir dans les vallées qu'elle avait descendues avec une orgueilleuse sûreté.

Armando Diaz »

— Depuis la publication du commandement suprême « Bollettino della Vittoria »